# قيادة الحلفاء الجوية
قيادة الحلفاء الجوية (AIRCOM) هي القيادة المركزية لجميع القوات الجوية لحلف شمال الأطلسي وقيادة الحلفاء الجوية هي المستشار الجوي الرئيسي للتحالف. عندما يوجهه القائد الأعلى للحلفاء في أوروبا (SACEUR)، فإنه يوفر جوهر المقر المسؤول عن إدارة العمليات الجوية. مقر القيادة في قاعدة رامشتاين الجوية في ألمانيا .
إن AIRCOM مسؤول أيضًا عن نظام الناتو للدفاع الجوي المتكامل (NATINADS) الذي لا يتحكم فقط في القوات الجوية المكلفة بواجبات الناتو النشطة، بل يجمع أيضًا المعلومات وينسق أنشطة الرادار والمنشآت الأرضية للدول الأعضاء.

## ما بعد الحرب الباردة
تأسست في عام 1974 باسم القوات الجوية للحلفاء في وسط أوروبا (AAFCE)، وكانت مهمة القيادة هي توفير التوجيه المركزي والسيطرة على القوات الجوية للناتو في المنطقة الوسطى الأوروبية المقابلة لألمانيا الغربية جنوب نهر إلب وبلجيكا وهولندا ولوكسمبورغ .
خلال أوائل التسعينات، بعد تخفيف التوترات بين الشرق والغرب، تم إجراء إعادة تنظيم كبيرة لهيكل القيادة والتحكم في الناتو. كجزء من هذا، ولمراعاة انخفاض عدد طائرات الحلفاء في أوروبا، تم ترشيد مقر القوة الجوية للمنطقة الوسطى في عام 1993 مع إغلاق القوات الجوية التكتيكية المتحالفة الثانية والقوات الجوية التكتيكية الحليفة الرابعة وتوسيع AAFCE للوفاء بالمهمة المتزايدة الجديدة لأنها استوعبت المهام التي سبق أن اضطلعت بها ATAFs التابعة.